# Kalota
Kalota falu Romániában, Bihar megyében.

## Fekvése
Bihar megyében, a Király-erdő alatt, a Kalota-patak mellett, Élesdtől délre fekvő település.

## Története
Kalota nevét a korabeli oklevelek 1475-ben említik először.
1475-ben a Csáky család és a Bélteki Drágfi család volt a település birtokosa.
Az 1800-as évek elején az Ötfalusi közbirtokosságé volt. (Ötfalu: Esküllő, Kalota, Keszteg, Pestere, Ürgeteg erdeje, legelője közös volt.)
Az 1900-as évek elején a Tisza család, Léderer Márton és Roch Manó a birtokosa.

## Nevezetességek
- Görögkeleti temploma az 1800-as évek elején épült.
- A község határában szép cseppkőbarlang és egy körülbelül 20 méteres vízesés.